# Sabrina, the Teenage Witch (série télévisée d'animation)
Sabrina, the Teenage Witch est une série télévisée d'animation américaine en 62 épisodes de 11 minutes produite par Filmation et diffusée entre le 20 septembre 1969 et le 16 décembre 1972 sur le réseau CBS.
C'est la première adaptation de la série de comics Sabrina, l'apprentie sorcière de l'éditeur Archie Comics, après plusieurs apparitions du personnage dans The Archie Show.
Cette série est inédite dans tous les pays francophones.

## Synopsis
Sabrina Spellman est une adolescente dotée de pouvoirs magiques dans la ville imaginaire de Riverdale. Elle affronte régulièrement des ennemis qui eux aussi sont des sorciers ou des sorcières.

## Voix
- Jane Webb : Sabrina Spellman / Tante Hilda / Tante Zelda / Betty Cooper / Veronica Lodge / Miss Grundy / Big Ethel / Hagatha / Ophelia / Miss Della
- John Erwin : Reggie Mantle / Irwin / Hexter
- Howard Morris : Cousin Ambrose / Big Moose Mason / Jughead Jones / Hot Dog Jr. / Frankie / Mummy
- Dallas McKennon : Salem / Archie Andrews / Hot Dog / Pop Tate / Monsieur Lodge / Coach Cleats / Spencer / Chili Dog
- Don Messick : Harvey Kinkle / Monsieur Weatherbee

## Épisodes

### Saison 1 (1969-1970)
1. The Fairy Godmother
2. Hiccups
3. Wich Witch is Which ?
4. The Basketball Game
5. Will the Real Weatherbee Stand Up ?
6. Caveman
7. Paint Story
8. Aunt Zelda's Broom
9. Cinderella Story
10. What the Hex Going On ?
11. Wishbone
12. Babysitter
13. Carnival
14. Stage Fright
15. Pet Show
16. Funny Bunny
17. Hair Today, Gone Tomorrow
18. A Witch in Time
19. When the Cat's Away)
20. Costume Party
21. Let's Have a Hand for Jughead
22. The New Freeway
23. Blue Whale
24. Football Game
25. Town Beautiful
26. Horse's Mouth
27. Birdman of Riverdale
28. Hoedown Showdown
29. Spooky Spokes
30. You Oughta Be in Pictures
31. The Generation Flap
32. School Daze

### Saison 2 (1971-1972)
1. Ug at the Bat
2. Computerized Moose
3. Rose-Colored Glasses
4. Living Dolls
5. Cake Bake
6. Hot Rod Derby
7. The Bear Facts
8. Child Care
9. Witches Gold Open
10. Rummage Sale
11. High School Drop-Ins
12. Big Deal
13. Frankie
14. Beached
15. Ouch
16. Smog
17. Dirty Pool
18. The Grayed Outdoors
19. Short Changed
20. Mis-Guided Tour
21. That Old Track Magic
22. Moose's Alter-Falter
23. Mortal Terror
24. Weather or Not
25. Flying Sorcery
26. Too Many Cooks
27. Ambrose's Amulet
28. Auto-Biography
29. Tragic Magic
30. A Nose for News